# Clearwater (Nebraska)
Clearwater je selo u američkoj saveznoj državi Nebraska. Prema popisu stanovništva iz 2010. u njemu je živjelo 419 stanovnika.